# Kapitalmarknad
Kapitalmarknad är enligt Skatteverket en sammanfattande beteckning på aktiemarknad (eget kapital) och kreditmarknad (lånat kapital).
Därtill handlas det med avtal vars marknadspris är beroende av värdet på de olika värdepapperna, s.k. derivatinstrument. I den bemärkelsen är det en underkategori till begreppet finansmarknad, även om de två begreppen ofta används utbytbart.
Både aktiemarknaden och obligationsmarknaden är delar av kapitalmarknaden. Kapitalmarknaderna används av företag när dessa vill nå investerare bland allmänheten för att få in kapital. Även regeringars emitterade statsobligationer ges ut på kapitalmarknaden.